# Lotta greco-romana ai Giochi della XIX Olimpiade - Pesi welter
La competizione della categoria pesi welter (fino a 78 kg) di lotta greco-romana dei Giochi della XIX Olimpiade si è svolta dal 23 al 26 ottobre 1968 all'Arena Insurgentes di Città del Messico.

## Formato
Ad ogni incontro venivano assegnate penalità secondo il risultato.
Con sei penalità o più il lottatore veniva eliminato.

## Risultati
| Legenda                                  | Legenda |
| ---------------------------------------- | ------- |
| Lottatore con 6 penalità o più Eliminato |         |

### 1º Turno
Si è disputato il 23 ottobre
| Vincitore        | Pen. | Risultato   | Sconfitto        | Pen. |
| ---------------- | ---- | ----------- | ---------------- | ---- |
| Dimitrios Savvas | 2,5  | = Parità =  | Adam Ostrowski   | 2,5  |
| Milan Nenadić    | 0,5  | Superiorità | Larry Lyden      | 3,5  |
| Jan Kårström     | 0    | Schienata   | Jimmy Martinetti | 4    |
| Sırrı Acar       | 1    | Ai Punti    | Harald Barlie    | 3    |
| Viktor Igumenov  | 1    | Ai Punti    | Metodi Zarev     | 3    |
| Ion Ţăranu       | 0    | Squalifica  | Brian Heffel     | 4    |
| Franz Berger     | 1    | Ai Punti    | Peter Nettekoven | 3    |
| Mahmoud Balah    | 1    | Ai Punti    | Toshiro Tashiro  | 3    |
| Daniel Robin     | 0    | Schienata   | Wesley O'Brien   | 4    |
| Károly Bajkó     | 0    | Abbandono   | Pentti Salo      | 4    |
| Rudolf Vesper    | 0    | Schienata   | Daniel Alba      | 4    |

### 2º Turno
Si è disputato il 24 ottobre
| Vincitore        | Pen. | Risultato   | Sconfitto        | Pen. |
| ---------------- | ---- | ----------- | ---------------- | ---- |
| Dimitrios Savvas | 3,5  | Ai Punti    | Larry Lyden      | 6,5  |
| Adam Ostrowski   | 3,5  | Ai Punti    | Milan Nenadić    | 3,5  |
| Harald Barlie    | 4    | Ai Punti    | Jimmy Martinetti | 7    |
| Jan Kårström     | 2,5  | = Parità =  | Sırrı Acar       | 3,5  |
| Viktor Igumenov  | 2    | Ai Punti    | Ion Ţăranu       | 3    |
| Metodi Zarev     | 3    | Schienata   | Brian Heffel     | 8    |
| Peter Nettekoven | 4    | Ai Punti    | Mahmoud Balah    | 4    |
| Franz Berger     | 1,5  | Superiorità | Toshiro Tashiro  | 6,5  |
| Rudolf Vesper    | 1    | Ai Punti    | Daniel Robin     | 3    |
| Károly Bajkó     | 0    | Schienata   | Daniel Alba      | 8    |
| Wesley O'Brien   | -    | Ritirato    |                  |      |
| Pentti Salo      | -    | Ritirato    |                  |      |

### 3º Turno
Si è disputato il 25 ottobre
| Vincitore     | Pen. | Risultato  | Sconfitto        | Pen. |
| ------------- | ---- | ---------- | ---------------- | ---- |
| Milan Nenadić | 4,5  | Ai Punti   | Dimitrios Savvas | 6,5  |
| Jan Kårström  | 3,5  | Ai Punti   | Adam Ostrowski   | 6,5  |
| Harald Barlie | 4    | Schienata  | Viktor Igumenov  | 6    |
| Metodi Zarev  | 4    | Ai Punti   | Sırrı Acar       | 6,5  |
| Ion Ţăranu    | 3    | Schienata  | Peter Nettekoven | 8    |
| Daniel Robin  | 4    | Ai Punti   | Franz Berger     | 4,5  |
| Károly Bajkó  | 2,5  | = Parità = | Rudolf Vesper    | 3,5  |
| Mahmoud Balah | -    | Ritirato   |                  |      |

### 4º Turno
Si è disputato il 25 ottobre
| Vincitore     | Pen. | Risultato  | Sconfitto     | Pen. |
| ------------- | ---- | ---------- | ------------- | ---- |
| Jan Kårström  | 6    | = Parità = | Milan Nenadić | 7    |
| Metodi Zarev  | 5    | Ai Punti   | Harald Barlie | 7    |
| Ion Ţăranu    | 5,5  | = Parità = | Franz Berger  | 7    |
| Daniel Robin  | 5    | Ai Punti   | Károly Bajkó  | 5,5  |
| Rudolf Vesper | 3,5  | Esentato   |               |      |

### 5º Turno
Si è disputato il 26 ottobre
| Vincitore     | Pen. | Risultato | Sconfitto    | Pen. |
| ------------- | ---- | --------- | ------------ | ---- |
| Rudolf Vesper | 4,5  | Ai Punti  | Metodi Zarev | 8    |
| Daniel Robin  | 5    | Schienata | Ion Ţăranu   | 9,5  |
| Károly Bajkó  | 5,5  | Esentato  |              |      |

## Classifica finale
| Pos.    | Atleta           | Nazione          |
| ------- | ---------------- | ---------------- |
| Oro     | Rudolf Vesper    | Germania Est     |
| Argento | Daniel Robin     | Francia          |
| Bronzo  | Károly Bajkó     | Ungheria         |
| 4       | Metodi Zarev     | Bulgaria         |
| 5       | Ion Ţăranu       | Romania          |
| 6       | Jan Kårström     | Svezia           |
| 7       | Franz Berger     | Austria          |
| 7       | Harald Barlie    | Norvegia         |
| 7       | Milan Nenadić    | Jugoslavia       |
| 10      | Viktor Igumenov  | Unione Sovietica |
| 10      | Dimitrios Savvas | Grecia           |
| 10      | Adam Ostrowski   | Polonia          |
| 10      | Sırrı Acar       | Turchia          |
| 14      | Peter Nettekoven | Germania Ovest   |
| 15      | Mahmoud Balah    | Siria            |
| 16      | Toshiro Tashiro  | Giappone         |
| 16      | Larry Lyden      | Stati Uniti      |
| 18      | Jimmy Martinetti | Svizzera         |
| 19      | Brian Heffel     | Canada           |
| 19      | Daniel Alba      | Messico          |
| 21      | Wesley O'Brien   | Australia        |
| 21      | Pentti Salo      | Finlandia        |